# Maximilien Sébastien Foy
Maximilien Sébastien Foy a fost un general al Primul Imperiu Francez, născut la Ham (Somme) pe 3 februarie 1775 și decedat la Paris pe 28 noiembrie 1825. De formație artilerist, generalul Foy se remarcă rapid la comanda infanteriei și talentele sale sunt apreciate îndeosebi în sângerosul război iberic. În Sfânta Elena, Napoleon a spus despre general: „Generalii care păreau destinați să se ridice erau: Gérard, Clauzel, Foy și Lamarque. Ar fi fost noii mei mareșali.” („Les généraux qui semblaient devoir s’élever, les destinées de l’avenir, étaient Gérard, Clauzel, Foy, et Lamarque. C’étaient mes nouveaux maréchaux”.)  
1. ↑  Maximilien Foy, Find a Grave, accesat în 9 octombrie 2017
2. ↑  Sébastien Maximilien Foy, Baza de date Léonore, accesat în 9 octombrie 2017
3. 1 2 3  Autoritatea BnF, accesat în 10 octombrie 2015
4. 1 2  Maximilien Sébastien Foy, GeneaStar
5. 1 2  „Maximilien Sébastien Foy”, Gemeinsame Normdatei, accesat în 3 mai 2014
6. 1 2 3  Biographie universelle ancienne et moderne[*] Verificați valoarea |titlelink= (ajutor)
7. ↑  Maximilien Sébastien Foy, SNAC, accesat în 9 octombrie 2017
8. ↑  Maximilien, Sébastien Foy, base Sycomore, accesat în 9 octombrie 2017